# Alpinisme et Billevesées

Alpinisme et Billevesées (Piker's Peak) est un cartoon réalisé par Friz Freleng en 1957, mettant en scène Bugs Bunny et Sam le pirate.

## Synopsis
Dans un village, le maire décide de donner une forte récompense au premier homme qui réussira à vaincre une montagne : Sam se présente aussitôt. Bugs en le voyant décide de participer aussi à la course : il fait tomber malencontreusement un rocher sur Sam. Ce dernier, en voulant se venger, se fait tirer par un rocher jusqu'en bas. Sam se fait pousser par Bugs dans une pente avant de se faire écraser à nouveau par un rocher. L'alpiniste frustré, se fait ensevelir par une avalanche avant d'avoir apparemment atteint le sommet dans une purée de pois mais le brouillard se lève et nous fait découvrir que Sam est au sommet de la tour Eiffel.

## Fiche technique
- Réalisation : Isadore Freleng
- Producteur : Edward Selzer
- Scénario : Warren Foster
- Musique : Carl Stalling
- Animateurs : Gerry Chiniquy, Art Davis, Virgil Ross
- Voix : Mel Blanc[1].